# Phare de Bass Rock
Le phare de Bass Rock est un phare maritime construit sur l'île inhabitée de Bass Rock dans l'estuaire de Firth of Forth, à environ 5 km au nord-est de North Berwick dans l'ancien comté de Lothian au sud-est de l'Écosse. C'est maintenant un monument classé du Royaume-Uni de catégorie C.
Ce phare est géré par le Northern Lighthouse Board (NLB) à Édimbourg, l'organisation de l'aide maritime des côtes de l'Écosse.

## Histoire

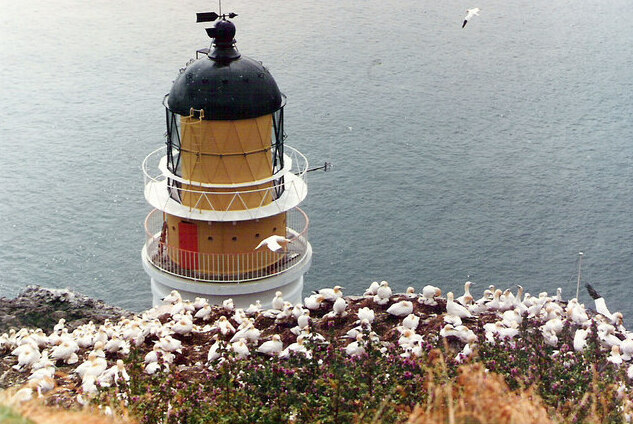
Lanterne et nids d'oiseaux

Ce phare a été conçu et réalisé par l'ingénieur écossais du Northern Lighthouse Board David Alan Stevenson  en 1903. C'est une tour cylindrique de 20 m de haut, avec lanterne et galerie, attenante à la maison des gardiens d'un seul étage. La tour est peinte en blanc avec une bande horizontale brune, et le dôme de la lanterne est noir. Il émet, à 46 m au-dessus du niveau de la mer, trois flashs blancs séparés de 2.5 secondes toutes les 20 secondes.
Bass Rock est un haut rocher escarpé à l'entrée sud de l'estiaire de Firth of Forth dont le point culminant est de 105 m.
Comme l'île de Fidra, Bass Rock est un site de nidification important pour des oiseaux de mer, surtout le Fou de Bassan géré par la Royal Society for the Protection of Birds. Les oiseaux peuvent être observés par caméra du centre Scottish Seabird à North Berwick. Le site n'est accessible qu'en bateau.

### Lien connexe
- Liste des phares en Écosse